# Ондур, Саяна Май-ооловна
Ондур, Саяна Май-ооловна (род. 3 февраля 1966) — журналист, поэтесса, член Союза журналистов Тувы, член правления Союза журналистов Тувы, член Союза писателей России, член Союза журналистов России, член Медиасоюза, член Международного Союза журналистов, победительница конкурса журналистского мастерства «Агальматолитовое перо».

## Биография
Ондур Саяна Май-ооловна родилась 3 февраля 1966 г. в с. Эрзин Эрзинского района Тувинской АССР. Окончила Сарыг-Сепскую среднюю школу № 2 Каа-Хемского района (1983), филологический факультет Кызылского государственного педагогического института (1988). Работала учителем русского языка в селе Суг-Бажы Каа-Хемского района, на кафедре литературы Кызылского государственного педагогического института (КГПИ); корреспондентом в редакции художественных передач телевидения Гостелерадио Тувинской АССР. С 1990 года ведущая телепрограмм на Государственной телевизионной и радиовещательной компании «Тыва» (ГТРК «Тыва»), вела авторские программы «Салгынчыгаш», «Галерея», «Чечен менде», «Чугле херээженнерге эвес», прямой эфир «Ажык чугаа», ведущий теле и радиопрограмм тематического вещания ГТРК «Тыва».

## Трудовая деятельность
С 1988 по 1989 гг. — Учитель русского языка и литературы Суг-Бажинской средней школы
С 1989 по 1990 гг.- Лаборант кафедры литературы КГПИ
С 1990 г. — корреспондент в редакции художественных передач телевидения Гостелерадио Тувинской АССР
С 1990 г.- телеведущая программы службы тематических программ телевидения и радиовещания, шеф-редактор национального вещания Государственной телерадиовещательной компании «Тыва», ведущий теле и радиопрограмм тематического вещания ГТРК «Тыва».

## Творчество
Первое стихотворение, посвященное Наде Рушевой «Воздушность линий…» (1980) было напечатано в газете «Молодежь Тувы». Была членом литобъединения «Исток». Пробовала себя в переводческой деятельности. Стихи на тувинском языке опубликованы в газетах «Шын», «Тыванын аныяктары», сборнике ассоциации писательниц Тувы «Монгун ужук» («Серебряная нить»). Первый авторский сборник стихов и рассказов «Исповедь» (2002) вышел в Тувинском книжном издательстве. С 2010 года занимается прозой. Повесть «Легенда Долины царей» печаталась на страницах газет и журнала «Улуг-Хем». Автор музыкального спектакля «Хүннүң дамды чинчилери» («Янтарные бусы»).
Является членом Союза журналистов Тувы Союза писателей России, Союза журналистов России, Медиасоюза, Международного Союза журналистов. Победительница конкурса журналистского мастерства «Агальматолитовое перо — 2003» в номинации «Человек и его дело» за телефильм «Рожденный в седле», победительница XII Межрегионального конкурса журналистского мастерства «Сибирь — территория надежд» (3 место, 2013). Номинант конкурса «Национальная литературная премия» (2019). Член жюри республиканского конкурса журналистских работ «Агальматолитовое перо — 2013».

### Основные публикации
Ондур, С. М. Исповедь : стихи, рассказы / С. М. Ондур. — Кызыл : Тув. кн. изд-во, 2002. — 80 с.
Ондур, С. М. Легенды долины царей. Красноярск: АО ПИК, 2016.

## Награды и звания
Диплом II степени Международного телевизионного фестиваля «Золотой бубен» за фильм «Рожденный в седле» (2003).
Призовые места на республиканском конкурсе журналистского мастерства Тувы «Агальматалитовое перо» (2003, 2005, 2008, 2012)
Победитель республиканского конкурса журналистского мастерства «Тыва — точки роста» за «Лучшую публикацию об искусстве горлового пения -хоомей» (2008).
Почетная грамота Председателя Правительства Республики Тыва (2009).
Почетная грамота Всероссийской государственной телевизионной и радиовещательной компании (2011).
III место в номинации «Интервью» (Полный игил!) на Межрегиональном конкурсе журналистского мастерства «Сибирь -территория надежд» (2013).
Лауреаты фестиваля в номинации «Авторская работа» и награждены Дипломом (с Чымба А. И.) на XIX Международном телевизионном экологическом фестивале «Спасти и сохранить» (Ханты-Мансийский АО) за фильм «В поисках белого оленя» (2014).
Почетное звание «Мастер связи» (Министерство связи и массовых коммуникаций Российской Федерации, 2014).
Заслуженный работник Республики Тыва